# Kivinasu (Kõiguste laht)
Kivinasu ist eine unbewohnte Insel, 90 Meter von der größten estnischen Insel Saaremaa entfernt. Die Insel liegt in der Landgemeinde Saaremaa im Kreis Saare. Sie liegt in der Bucht Kõiguste laht im Kahtla-Kübassaare hoiuala.
Kivinasu ist 80 Meter lang und 50 Meter breit.